# Tecnico di neurofisiopatologia
Il tecnico di neurofisiopatologia (abbreviato in TNFP) è un professionista dell'area tecnico-sanitaria che svolge la propria attività nell'ambito della diagnosi delle patologie del sistema nervoso, applicando direttamente metodiche diagnostiche specifiche in campo neurologico e neurochirurgico (elettroencefalografia EEG,  elettromiografia EMG,  potenziali evocati, poligrafia del sonno e del sistema neurovegetativo, e di ultrasonologia Doppler).
Il TNFP utilizza macchinari specifici e con le tecniche più idonee (test diagnostici o di ricerca neurofisiologica) per la registrazione dei fenomeni bioelettrici, con diretto intervento sul paziente e sulle apparecchiature ai fini della realizzazione di un esame diagnostico strumentale; infatti, ha dirette responsabilità nell’applicazione e nel risultato finale della metodica diagnostica utilizzata.
Inoltre, provvede alla predisposizione e controllo della strumentazione delle apparecchiature che ha in dotazione e gestisce compiutamente il lavoro di raccolta e di ottimizzazione delle varie metodiche diagnostiche sulle quali, su richiesta, deve redigere un rapporto descrittivo sotto l’aspetto tecnico.
Per esercitare le professione di Tecnico di Neurofisiopatologia in Italia è necessaria la laurea, ottenibile frequentando un corso universitario di primo livello in Tecniche di Neurofisiopatologia, presso le facoltà di medicina e chirurgia; tale laurea è abilitante all'esercizio della professione unitamente all'iscrizione al rispettivo Albo Professionale facente capo all'Ordine dei TSRM PSTRP. Gli Ordini provinciali sono riuniti nella Federazione Nazionale che si articola in 61 Ordini provinciali e interprovinciali. Attualmente sono iscritti agli Albi Professionali italiani oltre 1800 Tecnici di Neurofisiopatologia. 
Fra le varie funzioni assegnate per legge, c'è anche la esecuzione degli esami EEG per l'accertamento della morte con standard neurologico. L'assenza di attività elettrica corticale cerebrale, evidenziata dal tracciato EEG eseguito secondo precisi e rigorosi standard, coincide infatti con la morte cerebrale, componente essenziale della cosiddetta morte encefalica, caratterizzata anche dalla irreversibile cessazione delle funzioni del tronco encefalico.

## Formazione
Per iscriversi al corso di laurea di primo livello in Tecniche di Neurofisiopatologia è richiesto un diploma di istruzione secondaria di secondo grado; l’accesso è programmato dunque vi si accede superando l’esame selettivo di ammissione.
Durante il corso di studi, in cui è richiesta la frequenza obbligatoria, si studiano alcune materie di base che sono comuni a tutti i corsi di laurea delle professioni sanitarie, tra cui anatomia, fisiologia, biologia, biochimica, inglese scientifico, ecc. e già a partire dal primo anno accademico si studiano anche materie caratterizzanti che riguardano da vicino la professione del TNFP, come per esempio analisi dei segnali bioelettrici, elettroencefalografia, anatomia e fisiologia del sistema nervoso, neurologia, neurochirurgia, neuropsichiatria infantile.
Inoltre è prevista anche la frequenza obbligatoria al tirocinio pratico negli ambulatori dove si esegue la diagnostica durante tutti e tre gli anni di formazione universitaria.
Dopo aver conseguito la laurea, si può accedere alla laurea magistrale di ulteriori due anni che ha l’obiettivo di fornire allo studente una formazione di livello avanzato per l’esercizio di attività di elevata qualificazione in ambiti specifici, orientata in generale alla dirigenza, alla formazione specialistica e alla ricerca (Decreto 22 ottobre 2004, n. 270).
Esistono anche master e corsi di perfezionamento post laurea, sempre di livello universitario.
Per chi esercita la professione di tecnico di neurofisiopatologia è previsto l’obbligo di partecipazione a corsi di aggiornamento e qualificazione, previsti nell’ambito del programma nazionale per la formazione degli operatori della sanità: ECM – Educazione Continua in Medicina.